# Zuheros
Zuheros é um município da Espanha na província de Córdova, comunidade autónoma da Andaluzia. Tem 42,31 km² de área e em 2021 tinha 634 habitantes (densidade: 15 hab./km²).
Possui um casario caiado de branco, com inúmeras praças e esquinas com sabor, e a serra salpicada de olivais como fundo. Zuheros é um conjunto histórico artístico desde 2003. Funciona como fronteira natural entre o parque natural da Serra Subética e a campina cordovesa. Faz parte da rede de Aldeias mais bonitas de Espanha.

## Demografia
| Variação demográfica do município entre 1991 e 2004 | Variação demográfica do município entre 1991 e 2004 | Variação demográfica do município entre 1991 e 2004 | Variação demográfica do município entre 1991 e 2004 |
| --------------------------------------------------- | --------------------------------------------------- | --------------------------------------------------- | --------------------------------------------------- |
| 1991                                                | 1996                                                | 2001                                                | 2004                                                |
| 958                                                 | 930                                                 | 852                                                 | 838                                                 |

## Lugares de interesse
- Castelo de Zuheros
- Caverna dos Morcegos
- Igreja dos Remédios
- Museu Arqueológico